# J. P. Macura
J. P. Macura (Lakeville, Minnesota, 5 de junio de 1995) es un baloncestista estadounidense que pertnece a la plantilla del Universo Treviso de la Lega Basket Serie A. Con 1,96 metros de estatura, juega en la posición de escolta.

## Trayectoria deportiva

### Universidad
Jugó cuatro temporadas con los Musketeers de la Universidad de Xavier, en las que promedió 10,6 puntos, 3,2 rebotes, 2,1 asistencias y 1,2 robos de balón por partido. En 2016 fue elegido mejor sexto hombre de la Big East Conference.

#### Estadísticas
| Año     | Equipo | PJ  | PT | MPP  | %TC  | %3P  | %TL  | RPP | APP | ROB | TPP | PPP  |
| ------- | ------ | --- | -- | ---- | ---- | ---- | ---- | --- | --- | --- | --- | ---- |
| 2014–15 | Xavier | 35  | 3  | 13.2 | .413 | .337 | .762 | 1.2 | .6  | .7  | .1  | 5.4  |
| 2015–16 | Xavier | 34  | 4  | 22.7 | .470 | .356 | .807 | 2.6 | 2.0 | 1.1 | .0  | 9.4  |
| 2016–17 | Xavier | 38  | 37 | 33.5 | .426 | .340 | .785 | 4.4 | 2.9 | 1.4 | .2  | 14.4 |
| 2017–18 | Xavier | 34  | 34 | 29.7 | .479 | .377 | .821 | 4.5 | 2.9 | 1.4 | .4  | 12.9 |
| Total   | Total  | 141 | 78 | 25.0 | .448 | .352 | .798 | 3.2 | 2.1 | 1.2 | .2  | 10.6 |

### Profesional
Tras no ser elegido en el Draft de la NBA de 2018, disputó con los Charlotte Hornets las Ligas de Verano de la NBA, en las que jugó cinco partidos en los que promedió 6,0 puntos, 2,8 rebotes y 1,6 asistencias. El 2 de julio firmó un contrato dual con los Hornets, que le permitirá jugar además en su filial de la G League, los Greensboro Swarm.
El 26 de julio de 2021, firma por el Derthona Basket de la Lega Basket Serie A.
El 5 de agosto de 2024 fichó por el Universo Treviso de la Lega Basket Serie A italiana.

## Estadísticas de su carrera en la NBA

### Temporada regular
| Año     | Equipo    | PJ | PT | MPP | %TC  | %3P  | %TL | RPP | APP | ROB | TPP | PPP |
| ------- | --------- | -- | -- | --- | ---- | ---- | --- | --- | --- | --- | --- | --- |
| 2018-19 | Charlotte | 2  | 0  | 8.5 | .333 | .000 | -   | 1.5 | 1.0 | .0  | .0  | 3.0 |
| 2019-20 | Cleveland | 1  | 0  | 1.0 | .000 | .000 | -   | .0  | .0  | .0  | .0  | .0  |
| Total   | Total     | 3  | 0  | 6.0 | .333 | .000 | -   | 1.0 | .7  | .0  | .0  | 2.0 |

### Redes sociales
- J. P. Macura en X (antes Twitter)
- J. P. Macura en Instagram

- Datos: Q52004728